# Guilherme VI de Saint Omer
Guilherme VI de Saint Omer foi o castelão de Saint Omer e senhor de Fauquembergues brevemente em ca. 1246/1247. O genealogista Balduíno de Avesnes registra-o como filho de Guilherme V de Saint Omer, mas Arthur Giry considera-o um irmão mais novo do último, ou seja, foi um dos 11 filhos de Guilherme IV de Saint Omer e Ida de Avesnes. É atestado pela primeira vez em abril de 1207, e aparece depois em vários documentos e cartas, nas quais de 1218 em diante aparece como senhor de Pitgam e depois de Berkin.
Ele sucedeu seu irmão em algum momento entre março de 1246 e sua única atestação como castelão, em agosto de 1247. Pouco é conhecido de seu mandato, que aparentemente foi muito breve; Balduíno de Avesnes meramente registra que esteve nas Cruzadas, onde morreu. Foi sucedido por sua irmã mais velha Beatriz e seu filho Guilherme de Renenges por 1251.